# Iksookimia koreensis
Iksookimia koreensis är en fiskart som först beskrevs av Kim, 1975.  Iksookimia koreensis ingår i släktet Iksookimia och familjen nissögefiskar. Inga underarter finns listade i Catalogue of Life.